# Veninder (dokumentarfilm)
|  | Denne artikel er oprettet af botten Steenthbot ud fra en ekstern database. Den kan derfor have sproglige fejl eller mangler. Denne skabelon kan fjernes efter kontrol af indholdet. |

 For alternative betydninger, se Veninder. (Se også artikler, som begynder med Veninder)
Veninder er en dansk dokumentarfilm fra 1994 instrueret af Vibe Mogensen.

## Medvirkende
- Eda Zökten
- Ann-Sofie Christiansen
- Afshan Kahn